# Rolf Ekéus
Carl Rolf Ekéus, född 7 juli 1935 i Kristinehamns församling i Värmlands län, är en svensk diplomat och ambassadör. Ekéus har under flera år arbetat med nedrustningsfrågor, och han ledde den svenska delegationen vid nedrustningsförhandlingarna i Genève 1983–1988. Ekéus har varit Sveriges ambassadör vid ESK i Wien och i Washington (1997–2000). 
Rolf Ekéus har en jur.kand. och började på UD 1962. Han var 1991–1997 ordförande i FN:s specialkommission för Iraks nedrustning (UNSCOM, United Nations Special Commission). Denna kommission hade till uppgift att övervaka Iraks avveckling av sina biologiska och kemiska vapen samt kärnvapenbärande missiler. Ingen tidigare organisation har haft liknande befogenheter att kontrollera vapenproduktionen i en suverän stat. Ekéus och Hans Blix besökte 1991 Irak där de överlade med Saddam Husseins regering om att tillåta Unscom att inspektera landets vapentillgångar. USA förde fram Rolf Ekéus som sin kandidat att leda vapeninspektionerna i Irak mellan hösten 2002 och våren 2003, istället för Hans Blix. Ekéus riktade i juli 2002 kritik mot USA för att de – under hans tid som chef för vapeninspektörerna i Irak – infiltrerade gruppen av inspektörer och försökte att utnyttja dessa som spioner med uppdrag att upptäcka och förmedla känslig information.
Rolf Ekéus invaldes år 2000 som ledamot av Kungliga Krigsvetenskapsakademien. Han var ordförande för fredforskningsinstitutet Sipri 2000–2010 och för Svenska Pugwash 2005–2015.
Han var "sommarpratare" i radioprogrammet Sommar på Sveriges Radio P1 2010.

## Utmärkelser
- H.M. Konungens medalj i guld av 12:e storleken i Serafimerordens band (2019) för framstående insatser inom internationellt nedrustningsarbete och svensk utrikesförvaltning.[5]